# Louis Farrakhan
Louis Abdul Farrakhan (Nueva York, 11 de mayo de 1933), nacido con el nombre de Louis Eugene Wolcott, es un líder religioso y activista estadounidense, defensor del nacionalismo negro y líder de la organización Nación del Islam.

## Biografía
Nacido en el Bronx, tras profesar inicialmente una religión cristiana, en 1955 se convirtió al islam después de escuchar un discurso de Elijah Muhammad, siendo «reclutado» por Malcolm X en la Nación del Islam. Tras la marcha de la organización de Malcolm X, Farrakhan fue muy crítico con la nueva posición de este. Décadas después del asesinato de Malcolm X en 1965, Farrakhan se disculparía por, supuestamente, haber creado con sus palabras en aquellos años una «atmósfera» negativa que habría llevado al asesinato de Malcolm X.
Después de la muerte de Elijah Muhammad en 1975, el liderazgo de la Nación del Islam pasó a su hijo Warith Deen Muhammad, que decidió moderar la ideología de la organización, integrándola a grandes rasgos en el sunnismo y cambiando su nombre. Farrakhan decidió abandonar la organización en 1977, refundando la antigua Nación del Islam. Algunas de sus posiciones se han definido como «controvertidas». En 1984, Louis Farrakhan en 1984 afirmó que el judaísmo es una "religión de cloaca". En 2011, en la convención anual de la nación del Islam, cerca de Chicago, declaró que "los judíos están llevando a los EEUU a la guerra" y que sus comentarios están destinados a "descubrir el velo que cubre a Satanás".
Farrakhan, que se hizo famoso por sus ataques contra blancos, judíos, católicos y gais; y por decir  que el papa "es la representación del anticristo", en 1995 moderó su discurso y además invitó al presidente Bill Clinton a organizar una conferencia sobre relaciones raciales y a la comunidad judía a entablar un diálogo. Ese mismo año organizó la marcha del millón de hombres, llegando a convocar a más de 800 mil hombres afroamericanos en Washington.
En 2019, la red social Facebook anunció la cancelación de la cuenta de Farrakhan y otras personalidades u organizaciones que «promueven la violencia y el odio».
Junio 2020 . En una entrevista con 60 Minutos, el líder de la Nación del Islam, Louis Farrakhan, admite su complicidad en el asesinato de Malcolm X en 1965 mientras estaba sentado frente a la hija mayor del líder de los derechos civiles en una entrevista de "60 Minutos" que se transmitirá el domingo. Attallah Shabazz, entonces de 6 años, vio a su padre baleado en el salón de baile Audobon en Harlem el 21 de febrero de 1965. Tres hombres vinculados a la Nación del Islam fueron condenados por el asesinato. Un año antes, las críticas de Malcolm X al líder espiritual de la Nación del Islam, Elijah Muhammad, habían causado una amarga división con los líderes de la iglesia, incluido Farrakhan. Farrakhan llamó traidor a Malcolm X y escribió, dos meses antes del asesinato, que "tal hombre es digno de muerte". Farrakhan ha negado haber ordenado el asesinato, pero luego admitió haber "ayudado a crear la atmósfera" que lo condujo. Durante su reunión de cuatro horas con Shabazz, Farrakhan dijo: "Sí, es cierto que los hombres negros apretaron el gatillo. No podemos negar ninguna responsabilidad en esto. Donde somos responsables, donde nuestras manos son parte de esto, le rogamos a Dios". misericordia y perdón".
En marzo de 2023, nuevamente utilizó retórica antisemita en una conferencia de una hora de duración titulada “La guerra de Armagedón ha comenzado”, que dio en su organización Nación del Islam (NOI), al manifestar que "Hitler se opuso a la usura y atacó la pornografía que los judíos habían puesto sobre los alemanes", también se refirió a la “Sinagoga de Satanás” y sugirió que los judíos fueron responsables de los asesinatos de los expresidentes norteamericanos Abraham Lincoln, James Garfield, William McKinley y John Kennedy.